# Phytocoris tiliae
Phytocoris tiliae är en insektsart som först beskrevs av Fabricius 1777.  Phytocoris tiliae ingår i släktet Phytocoris och familjen ängsskinnbaggar. Arten är reproducerande i Sverige. Inga underarter finns listade i Catalogue of Life.

## Bildgalleri

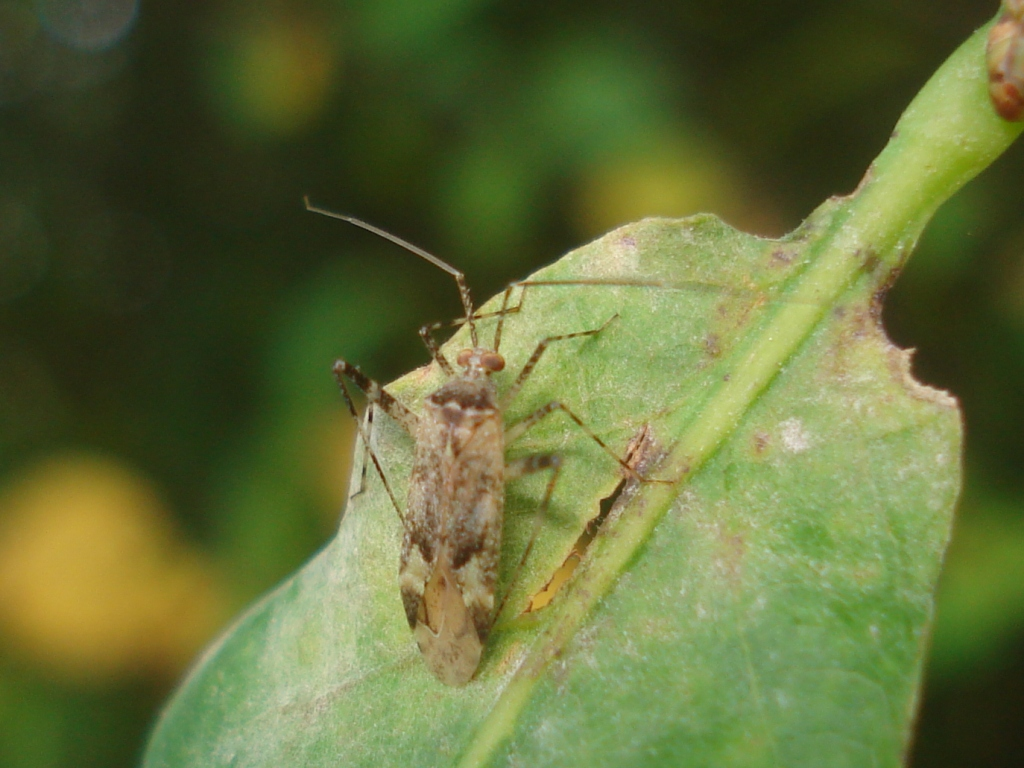